# Nanoparticule
Une nanoparticule est selon la norme ISO 80004-1 un nano-objet dont les trois dimensions externes sont à l'échelle nanométrique, c'est-à-dire une particule dont le diamètre nominal est inférieur à 100 nm environ. D'autres définitions évoquent un assemblage d'atomes dont au moins une des dimensions se situe à l'échelle nanométrique (ce qui correspond au « nano-objet » tel que défini par la norme ISO précitée) ou insistent sur leurs propriétés nouvelles (dues au confinement quantique et à leur surface spécifique) qui n'apparaissent que pour des tailles de moins d'une centaine de nanomètres.

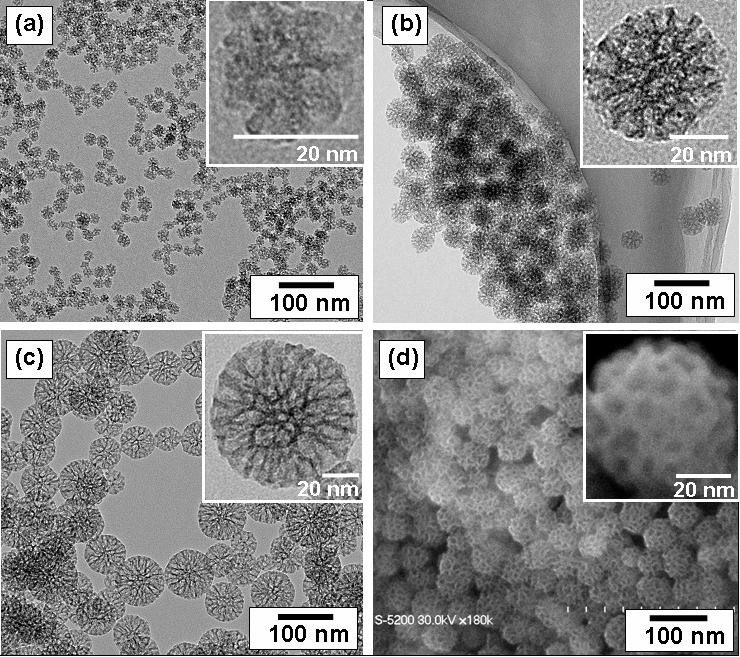
Vue en microscopie électronique en transmission (TEM) de nanoparticules de silice mésoporeuse, avec des diamètres de 20 nm (a), 45 nm (b), et 80 nm (c). L'image d présente une vue en microscopie électronique à balayage correspondant à (b).

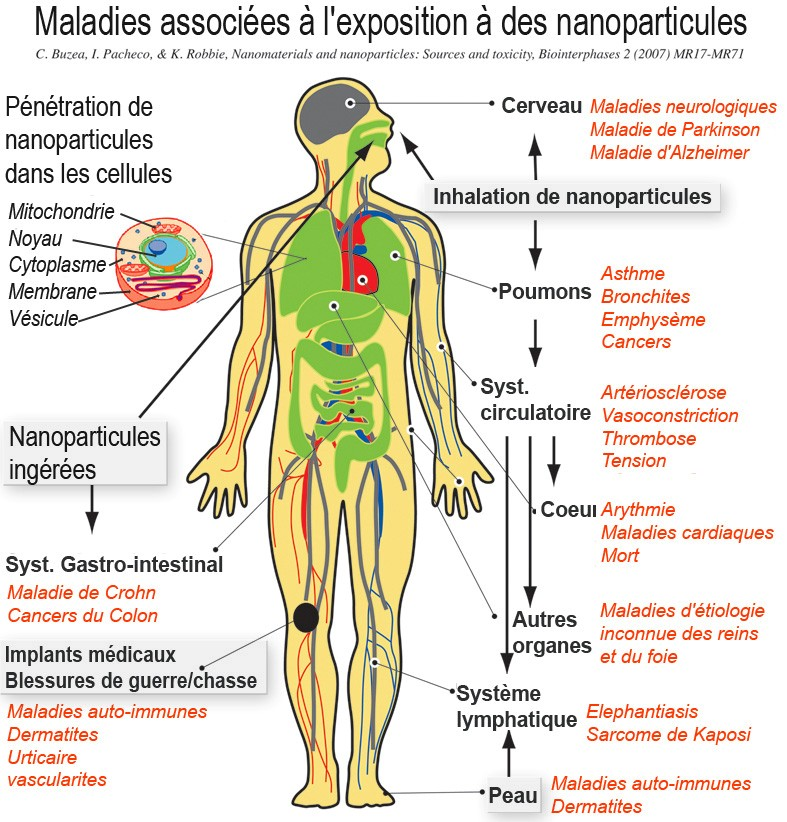
Types d'exposition et de maladies associées, telles que suspectées à la suite des études épidémiologiques et études in vitro disponibles.

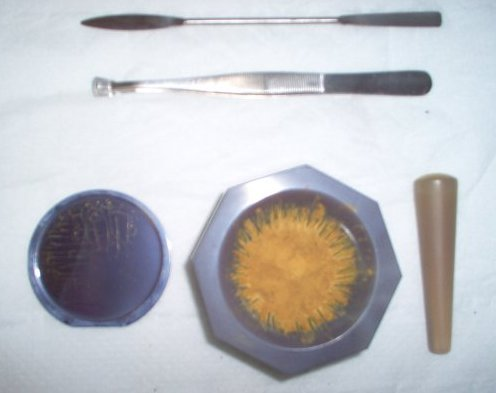
Nanopoudre de silice.

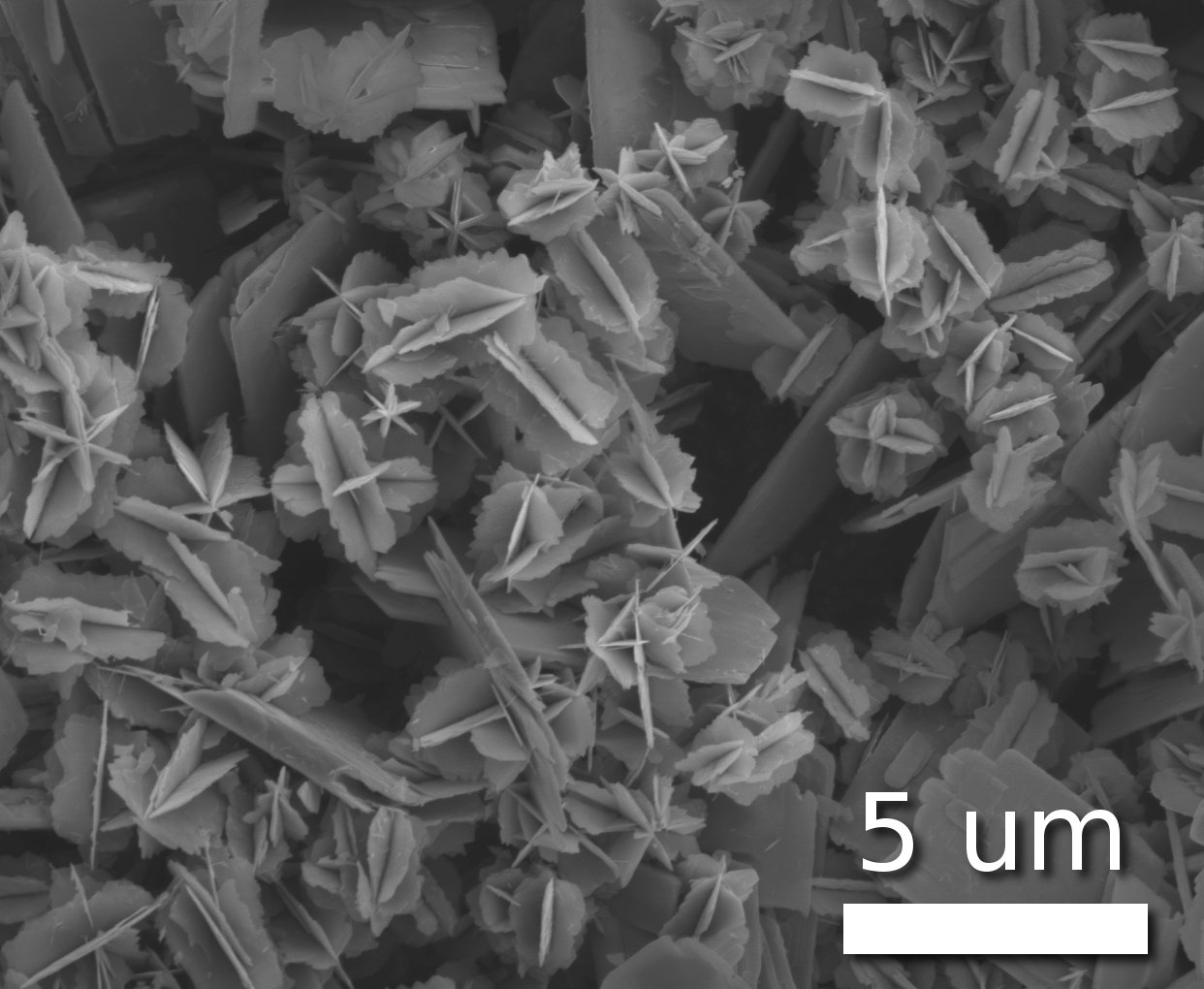
Nanocristaux (étoilés) d'oxyde de vanadium(IV).

Des nanoparticules (naturelles ou artificielles) circulent dans l'environnement, notamment via l'air et l'eau (eaux usées notamment). Certaines peuvent causer des problèmes inflammatoires pulmonaires plus vifs que les PM10 et les PM2.5 et sont fortement suspectées d'avoir des effets négatifs sur l'environnement et sur la santé quand elles sont inhalées ou qu'elles pénètrent le corps via la peau, l'eau ou l'alimentation ; « Les études toxicologiques démontrent clairement que la très petite taille des nanoparticules est un élément-clé au niveau de la toxicité, surtout au niveau des particules non ou peu solubles […] les propriétés de surface, la capacité à induire des radicaux libres ou à libérer certains ions peuvent également influer substantiellement sur la toxicité. Plusieurs effets pulmonaires ont été documentés dont la capacité de certaines nanoparticules à induire des granulomes pulmonaires. Les données actuellement disponibles semblent indiquer par ailleurs que l’absorption cutanée serait relativement limitée » (source : Ostiguy et al., février 2006).
Pour les aspects « pollution de l'air » de ce sujet, voir l'article sur les PMO.1 intitulé Particule ultrafine.

## Éléments de définition
Une nanoparticule a « un diamètre suffisamment petit pour que les propriétés physiques et chimiques diffèrent de façon mesurable de celles des matériaux en vrac ».
Pour la Royal Academy of Engineering (2004), « la nanoscience est l’étude des phénomènes et la manipulation de matériaux aux échelles atomique, moléculaire et macromoléculaire où les propriétés diffèrent significativement de celles à plus grande échelle ».
On peut également classer les nanoparticules/nano-objets selon leur taille dans chacune des trois dimensions :
- les fullerènes, particules, etc. ont leurs trois dimensions dans le domaine nanométrique (point) ;
- les nanotubes, dendrimères, nanofils, fibres et fibrilles ont deux dimensions nanométriques (ligne) ;
- les films minces n'ont qu'une dimension nanométrique (plan).

## Échelles de taille
Du point de vue dimensionnel, les nanoparticules/nano-objets se situent entre la matière dite macroscopique et l'échelle atomique ou moléculaire. Leur taille est donc bien inférieure à celle d'une cellule humaine.

## Enjeux économiques et éthiques, risques sanitaires et environnementaux
La diffusion rapide et la commercialisation des nanoparticules soulèvent de grands espoirs économiques et techniques, mais aussi des questions nouvelles sur les risques émergeant pour la sécurité, la santé et l'environnement, dans un contexte de connaissances scientifiques encore très lacunaires,.
En tant qu'altéragènes physiques ou chimiques, ce sont des polluants potentiels de tous les milieux (air et eau, mais aussi sol et réseau trophique, via la bioaccumulation), que ce soit seuls, en groupe ou en synergie avec d'autres polluants. Elles sont souvent beaucoup plus toxiques et écotoxiques que leurs homologues de taille supérieure. Et elles pénètrent facilement les organismes microbiens, fongiques, végétaux et animaux. Certaines nanoparticules, en contact avec l'air, sont en outre une source de risques d’incendie ou d'explosion.
En raison de caractéristiques nouvelles (caractères physico-chimie-chimique liés à leur taille, surface spécifique, surface d'échange, point de charge nulle, potentiel zeta, etc.), les modèles utilisés pour les particules et microparticules ne fonctionnent plus.
Or, en 2009, selon le NanoTech Project, 1 015 produits de consommation courante contenaient déjà des nanoparticules, contre 54 en 2005 (+ 1 000 % en quatre ans), avec une production mondiale de plusieurs millions de tonnes de nanoparticules,, et une écotoxicité encore presque inconnue. On les trouve déjà dans les eaux usées.
L'utilisation de nanoparticules (ex. : d'oxyde de cérium) chez l'homme ou l'animal comme moyen de limiter la perméabilité de l'intestin à certains radionucléides, ou la « nanoremédiation »,, elle-même, qui se développe en Amérique du Nord, utilise de fortes doses de NP pour dépolluer les sols.
Dans certains cas, elles sont volontairement introduites dans l'organisme humain (produit de contraste, avec par l'exemple de l'oxyde de fer nanoparticulaire (Ultrasmall superparamagnetic iron oxide), approuvé par la FDA).
La recherche commence à aborder ces questions.
- Gottschalk et al. (2009) ont modélisé la contamination potentielle des eaux et sols européens (jusqu'à 0,003 ng/L pour les fullerènes et 21 ng/l pour les NP-TiO2 dans les eaux de surface). Le sol, de manière préoccupante peut aussi accumuler des NP (89 μg/kg en NP-TiO2 par an vers 2008/2009, sachant que ce modèle ne tient compte que de l'usure et du recyclage classique des nanoproduits, et non des disséminations accidentelles ou volontaires de NP dans l'environnement).
- Dans les eaux douces, et in vitro, au gré de processus physicochimiques complexes, des nanoparticules peuvent s’agréger et se déposer[22]. 
Le nano-argent s'avère toxique pour l'embryon du poisson-zèbre[23] et on a montré que le dioxyde de titane nanoparticulaire peut interférer avec les algues en augmentant leur capacité à absorber le cadmium toxique[24]. On a démontré des effets génotoxiques et cytotoxiques de nanoparticules d'argent pour les cellules d'une espèce-modèle de poisson (jugée représentative des risques génotoxiques pour de nombreuses espèces, dont de grand mammifères tel que les baleines[25]), sur la base d'études in vitro sur des lignées cellulaires de poisson (Oryzias latipes)[26] exposées à des nanosphères d'argent de 30 nm de diamètre (qui ont notamment induit des aberrations chromosomiques et des aneuploïdies.
- Les impacts sur l'écosystème sol (dont sur la biomasse en bactéries et vers de terre[27]) et l'utilisation possible de cette microfaune pour la remédiation de sol est évoquée par le CEA et l'adème en 2010[28] qui font état des avancées permises par Cornelis et son équipe qui ont mis au point une méthode de détermination de la rétention/mobilité de nanoparticules d'argent (NP-Ag[29]) et d’oxyde de cérium(IV) (NP-CeO2, additif toxique commun des carburants diesel) dans les sols[30], ce qui permettra de mieux évaluer les risques de recontamination de l'air et de contamination de l'eau, et de mieux évaluer leur biodisponibilité pour les organismes vivants (microbes, champignons, végétaux et animaux).
Dans le sol, on a aussi montré que des nanoparticules pouvaient interférer avec la mycrorhyzation[31], en facilitant la bioaccumulation de Césium radioactif, ce qui pourrait être intéressant pour dépolluer un sol, avec le risque — dans un milieu non contrôlé — de faciliter des transferts de radionucléides dans la chaine alimentaire.
Des effets sur le microbiote sont mis en évidence pour le nano-argent[32] dans le sol.
- Étant présent dans les eaux usées, des nanoparticules s'accumulent dans les sédiments[33], où l'on a montré qu'ils pouvaient pénétrer et affecter des bactéries, algues, invertébrés et autres animaux fouisseurs et/ou filtreurs vivant dans la vase (polychètes notamment[34],[35].
- Fang X. a étudié la toxicité de trois nanoparticules (ZnO, CeO2 et TiO2) sur une bactérie Nitrosomonas europeae[36], communément présente dans le sol, montrant que toutes les bactéries exposées ont une taille inférieure à la normale, et que cette diminution de taille varie (non linéairement) avec la taille et la forme des nanoparticules. Les bactéries exposées aux NP-TiO2 deviennent distordues et présentent des cavités anormales en leur sein bien que les NP semblent très peu absorbées à l'intérieur de leur organisme, et que très peu de NP soient adsorbées à leur surface. Les nanoparticules de ZnO déforment moins les bactéries, mais endommagent plus leur enveloppe. Le CeO2 nanoparticulaire quant à lui ne semblait pas endommager les tissus externes, mais provoquaient l'apparition de vides intracellulaires quand il était adsorbé sur des parois. Le NP-ZnO est absorbé par les Nitrosomonas europeae et la dissolution des du ZnO nanoparticulaire en Zn2+ pourrait expliquer la toxicité de ces nanoparticules.
- Des données sont parues en 2010 sur le bioaccumulation et les impacts de différentes tailles (10 à 20 nm de diamètre) de nanoparticules pour deux molécules (TiO2 et ZnO, très utilisés dans les crèmes solaires et des produits autonettoyants) sur un ver de terre (Eisenia fetida)[37], à relativement « forte » dose (exposition à 5 g de nanoparticules par kg de terre, durant sept jours, taux possibles en cas d'accident ou d'apports volontaires). Les NP-ZnO se sont montrés plus toxiques et bioaccumulables pour le ver de terre que les NP-TiO2, et leur toxicité n'a été étudiée qu'à des doses élevée qui seront a priori rares dans la nature. D'autres études[38] ont porté sur ce même vers. 
Des nanoparticules peuvent être bioaccumulées par le poisson zèbre après qu'elles l'ont été par des proies telles que les daphnies[39].
- Des nanoparticules de fer (fer à la valence zéro (ZVI), sulfure de fer (FeS) et magnétite (Fe3O4) peuvent faciliter l'inertage de l'arsenic dans les sols[40], mais la toxicité de ces particules pour l'écosystème et l'homme n'a pas été étudiée[12], et l'efficacité des nanoparticules n'a pas été comparée avec celle de microparticules[12].
- Des effets possibles sur les plantes cultivées sont détectés (2012) ; alors que l'effet de la bioaccumulation de métaux « normaux » est déjà jugé préoccupant pour la sécurité alimentaire[41] ou même pour la santé des plantes cultivées (dont du soja lui-même[42]), il était inconnu jusqu'en 2012 pour les formes nanoparticulaires de ces mêmes métaux. L'effet de deux nanoparticules déjà couramment et massivement diffusées dans l'environnement (oxyde de zinc très fréquent dans les produits cosmétiques, et dioxyde de cérium massivement émis par les pots catalytiques) a été étudié par un consortium scientifique international[43], sous serre et en atmosphère contrôlée, sur une plante cultivée, le soja[44],[45]. Selon les premiers résultats (publiés en 2012) l'exposition à l'une ou l'autre de ces nanoparticules affecte les plants de soja et la fertilité du sol.
- L'exposition au nano-zinc est sans effet de seuil pour l'oxyde de zinc. Celui-ci, même à très faible dose, accentue légèrement la croissance de la plante. Mais il est bioaccumulé dans ses parties comestibles (feuille, graines ainsi « contaminées »).
- Le dioxyde de cérium inhibe au contraire la croissance du soja. Il en diminue le rendement de culture. Il se fixe plutôt dans la racine et il réduit la captation de l'azote du sol (en contribuant donc à son eutrophisation, d'autant plus que cette réduction encourage l'agriculteur à augmenter ses engrais azotés pour maintenir les rendements agricoles). Il interagit aussi avec les bactéries du sol dont certaines vivent en symbiose avec les légumineuses. 
On ignore si à ces doses, les nanoparticules accumulées dans les graines et feuilles peuvent affecter la santé humaine ou celle des animaux domestiques (qui avec l'élevage hors-sol et les piscicultures consomment de plus en plus de soja)[46]. 
Les accumulations de nanoparticule peuvent être rendues visibles par des techniques de fluorescences aux rayons X, dont pour le zinc et le cuivre[47].

### Nanoparticules de protéines
Les nanoparticules de protéines ou PNPs (pour Protein nanoparticles), jouent déjà un rôle de longue date dans certaines applications alimentaires et industrielles. On sait construire chimiquement des nanoparticules utilisant des protéines comme principaux éléments constitutifs, ce qui a conduit à explorer et exploiter leur potentiel en nanomédecine où certains prédisent des percées majeures dans l'utilisation de ces PNPs en tant que vecteurs d'administration de médicaments, de thérapies à base de particules ou de thérapie génique non virale.

### Interactions entre nanoparticules métalliques et protéines
Des effets d'association par adsorption et de dissociation entre protéines et nanoparticules métalliques sont démontrés, mais encore mal compris. Ces associations forment des complexes nanoparticule-protéine qui deviennent des entités biologiquement active nouvelles. Ce sont les propriétés de ces complexes qui expliqueraient une grande partie des effets biologiques des nanoparticules (y compris la réponse inflammatoire), ainsi que la manière dont ces effets sont médiés par les protéines adsorbées sur les nanoparticules. Il semble que dans un fluide biologique, certaines protéines subissent des changements conformationnels et s'associent spontanément et systématiquement aux nanoparticules, d'une manière liée à la taille, la forme et aux caractéristiques surfaciques de ces nanoparticules.

Selon Lynch et ses collègues (2007), ce seraient « la quantité et la présentation des protéines à la surface plutôt que les particules elles-mêmes qui seraient à l'origine de nombreuses réponses biologiques. C'est cette couche externe de protéines qui est vue par les cellules biologiques et qui conduit à leurs réponses ».
Comprendre ces interactions nécessite des techniques d'observation et de mesure inhabituelles, et des modèles explicatifs nouveaux, propres aux nanoéchelles. Ici, les forces en jeu sont liées aux motifs conformationnels des protéines tels que les hélices alpha, les feuillets bêta et les tours conformationnels des chaînes d'acides aminés, mais aussi aux interactions intramoléculaires et atomiques à plus longue portée impliquant par exemple des ponts disulfure, des liaisons hydrogène ou des interactions de Van der Waals, hydrophobes et électrostatiques, et des interactions intermoléculaires mieux expliquées par la physique quantique et la chimie quantique que classiques, ce qui explique que des changements, même infimes, dans la composition d'une protéine peuvent avoir un impact biologique important, ce qui pose de nouvelles questions en termes de nanotoxicologie. 
Depuis le début des années 2000, des universitaires ont entrepris de comprendre et cartographier les épitopes de la couronne protéique qui entoure les nanoparticules dans les solutions biologiques. Autour de nanoparticules colloïdales, cette couronne protéique est une couche d'adsorption qui joue un rôle important dans leur interaction avec la matière vivante. 

En 2014, une revue d'étude montre que ce rôle a été démontré par de nombreuses expériences, mais que les mécanismes explicatifs (dissociation à l'équilibre, coefficients cinétiques...) restent incompris.

### Génotoxicité
Sans surprise, des molécules toxiques et génotoxiques à doses « macro » peuvent se montrer également génotoxiques sous forme nanomoléculaire (ex. : chrome(VI)), mais la génotoxicité de la plupart des nanoparticules doit être spécifiquement réétudiée.
Elle est testée in vitro, ou sur le modèle animal (rat…), et aussi chez des plantes et parfois chez l'homme, mais difficile à évaluer avec les tests classiques, et des résultats contradictoires sont donnés pour les courtes expositions.
Certaines nanoparticules (Au, ou TiO2 par exemple) sont suspectées de pouvoir endommager l'ADN, sans que l'on sache encore si cet effet est dû à un stress oxydant ou à d'autres causes. La localisation nucléaire de nanoparticules d'or a été démontrée au microscope électronique en transmission ; des liens avec certains cancers seraient possibles.
La question des effets synergiques commence aussi à être explorée, par exemple pour une exposition simultanée au DDT et à du titane nanoparticulaire, ou une exposition à des UV simultanément à des nanoparticules présentes dans l'eau.
Pour les aspects pollution de l'air, voir l'article Particule ultrafine (PM0.1).

## Recherche
En recherche fondamentale et/ou appliquée, l'intérêt pour les échelles nanométriques est ancien (comme le montre le questionnement sur la taille minimale des objets des grecs anciens qui a conduit au mot moderne d'atome). C'est au XXe siècle et surtout depuis les années 1990 que les physiciens et chimistes ont concrètement découvert, synthétisé et étudié les nanoparticules, en cherchant à comprendre et maîtriser leurs structures et leurs propriétés.
Les biologistes ou biochimistes les utilisent comme marqueurs cellulaires, particules vaccinales, support pour marqueurs fluorescents, etc.
La spectroscopie de masse à plasma à couplage inductif de particules individuelles (SP ICP-MS) est une méthode en développement pour caractériser les nanoparticules : on l’utilise pour la détection et la quantification des nanoparticles dans des échantillons environnementaux, pour évaluer leur migration dans un matériau, pour évaluer la grosseur des nanoparticules ainsi que leur distribution dans un milieu et pour déterminer leur stabilité dans un milieu.
La SP ICP-MS est une option viable étant donné qu’elle offre une limite de détection très basse, permettant la détection de particules de l’ordre du ng/L, d’une masse de l’ordre d’une dizaine d’attogrammes et d’une grosseur de 2 nm. Cette méthode nécessite d'être couplée avec une caractérisation physico-chimique.

## Usages
Les propriétés particulières des nanoparticules intéressent l'industrie (nanotechnologies) qui les ont déjà incluses dans la composition de divers produits de santé et de beauté (crèmes solaires, cosmétiques), dans l'industrie du bâtiment (enduits extérieurs, peintures et vernis d’ameublement) et de nombreux autres secteurs (ex : catalyseurs de carburant, pellicules et films pour l'image, l’électronique et l’informatique, l'agriculture , etc.).
Les nanoparticules sont aussi utilisées en médecine, dans le cadre de la vaccination (adjuvants immunologique).
Il est possible d'associer plusieurs molécules aux propriétés différentes pour produire une nanoparticule polyfonctionnelle, ayant par exemple des propriétés :
- optiques (luminophores émettant une réponse colorée après illumination par rayons X, UV ou un champ électrique) avec de possibles applications dans l'éclairage, les afficheurs, des pigments ou objets phosphorescents, la détection de rayons X, le marquage anti-contrefaçon, les traceurs médicaux ou autres, la détection de réactions cellulaires in vivo et in vitro, etc. ;
- magnétiques, grâce par exemple à la greffe d'un atome de gadolinium, rendant la particule détectable en imagerie médicale IRM ;
- radioactives, pour produire des traceurs pour l'imagerie médicale (scintigraphie) ;
- antibiotique (nano-argent directement toxique pour les bactéries) ;
- anticancéreuse (nanoparticules d'or associées à une molécule anticancéreuse, à condition de maîtriser la toxicité cellulaire de la nanoparticule d'or[67]) ;
- neutrophages (en greffant un élément capable d'absorber ou détruire des neutrons, tel qu'atomes de cadmium et de bore).

## Propriétés nouvelles
Les propriétés de la matière changent fortement quand la taille des objets se rapproche du nanomètre,. Ceci est dû en partie au fait que la surface d'un matériau joue un rôle de plus en plus grand dans ses propriétés physiques lorsque sa taille décroît, alors que le nombre d'atomes appartenant à la surface est négligeable dans le cas d'un matériau macroscopique. Par contre, pour un objet nanométrique, la fraction des atomes appartenant à la surface est loin d'être négligeable. Entre autres, on peut noter que :
- la température de fusion d'un corps pur de taille macroscopique est identique à sa température de solidification (0 °C pour l'eau par exemple). Pour une nanoparticule, cela n'est plus vrai et le matériau présente une hystérésis centrée autour de la température de transition de phase du corps pur macroscopique, cette hystérésis dépend de la taille de la nanoparticule[69] ;
- la dureté et durabilité d'un matériau macroscopique n'est pas la même que celle du matériau nanométrique ; elle est généralement bien plus élevée ;
- la dynamique de l'interaction entre les électrons d'une nanoparticule et les modes de vibration de son réseau cristallin (phonons) dépend drastiquement de la taille de la nanoparticule[70].

## Toxicologie, écotoxicologie
Les impacts sanitaires (toxicologiques et écotoxicologiques) des nanoparticules, qu'elles soient d'origine naturelle ou anthropique, sont encore très mal connus, néanmoins ils sont supposés importants, car si ces particules ont une masse extrêmement faible, leur surface de réaction est proportionnellement la plus grande (par unité de poids). Leur impact varie probablement selon leur taille, leur caractère hygrophile, lipophile, leur ionisation ou charge électrique, leur tendance à s'agglutiner ou non qui peuvent favoriser (ou non) leur passage des barrières biologiques (cellulaire, peau, muqueuses, poumon, intestin, barrière hématoencéphalique, placentaire, etc.). Par exemple, chez l'homme expérimentalement exposé à du technétium radioactif (facile à suivre), on a retrouvé ce technétium rapidement dispersé dans le sang, le tissu cardiaque et le foie, avec une élimination rénale rapide, mais les résultats diffèrent selon les études, et ce domaine reste très mal exploré.
Des expériences animales, et d'exposition in vitro de cultures de cellules humaines, ont montré que les nanoparticules étaient facilement phagocytées par des cellules (bronchiques notamment). Pour échapper aux biais du modèle animal, des études ont même été faites sur l'homme, y compris en exposant des personnes en chambre fermée à des fumées de diesel (États-Unis, Royaume-Uni, Suède). Les données sont encore limitées et ne permettent pas encore de suivi épidémiologique ou écoépidémiologique fin.
Des nanoparticules phagocytées par une cellule peuvent interagir avec les membranes plasmiques et les organites cellulaires, d'autant que certaines de ces particules sont des catalyseurs. Elles peuvent amorcer la production d'espèces réactives de l'oxygène (associé à un stress oxydant impliquant des radicaux libres et leurs « effets en cascade »).
Diverses études ont montré des effets à court-terme (ex. : asthme et réponses inflammatoires pulmonaires, éventuellement chronique) des PUF, mais on soupçonne fortement aussi des effets à long terme.
L'être humain et d'autres espèces vivantes sont notamment exposés à des nanoparticules ayant comme source des phénomènes d'usure mécanique (systèmes de freinage et usure des pneus par exemple), et de combustion (combustions domestiques, incinération, pots d'échappement y compris pots catalytiques, centrales thermiques, certaines productions industrielles, etc.).
Des études ont mis en évidence (dont chez l'être humain) qu'une importante part des nanoparticules inhalées atteignaient directement les alvéoles pulmonaires, d'où elles peuvent passer dans les cellules ou dans le sang. La pilosité nasale, le mucus et le transport mucociliaire n'éliminent que les grosses particules. Les PUF (particules ultrafines) ne sont éliminées que par des macrophages alvéolaires.
En particulier, des particules ultrafines associées « à une hausse de la mortalité due à leur dépôt dans les poumons, cerveau et système circulatoire » sont produites par la combustion du bois ou autres combustibles et carburants (fioul, essence, moteurs Diesel), etc., et même par la combustion du gaz naturel (si ce dernier ne produit pas de suies de 10 et 100 nm, une étude de l’université Federico II de Naples (Italie), un brûleur de chauffe-eau au gaz ou de gazinière produit des particules de 1 à 10 nanomètres (nm) de diamètre se forment). Dans une chaudière à condensation, leur taux est faible (0,1 milligramme par normo mètre cube ou mg/Nm3) à la suite de leur oxydation optimisée dans la zone de la flamme, mais un brûleur de gazinière engendre des taux particulaires bien plus élevés (5 mg/Nm3) ainsi d'ailleurs qu'une « quantité significative » d’hydrocarbures aromatiques polycycliques qui pourraient peut-être interagir avec ces nanoparticules.

## Seuils et législation
La plupart des pays n'ont pas pris le temps d'éditer de normes en matière d'exposition aux nanoparticules, bien que leur production industrielle soit déjà lancée (et que la pollution automobile en reste une source importante[réf. nécessaire]). 
En Europe, 
En 2009, les États se limitent généralement — au mieux — au suivi des PM 2,5 (dont en Europe conformément aux recommandations d'une directive[Laquelle ?]), alors que les PM 1 sont celles qui sont susceptibles d'être le mieux absorbées par les organismes vivants.
Mi-2008, à la suite d'une première évaluation du Plan d'action européen en matière d'environnement et de santé 2004-2010 — le Parlement européen a déploré que les nanoparticules échappent au règlement européen Reach (car ce dernier a inclus des seuils de tonnages annuels de production que n'atteignent pas les laboratoires et industries produisant des nanoparticules) et que la commission européenne ait trop tardé à évaluer les risques et réglementer le marché des nanoparticules. Dans une résolution le parlement se dit « préoccupé par l'absence de dispositions juridiques spécifiques pour garantir la sécurité des produits de consommation contenant des nanoparticules et l'attitude désinvolte de la Commission face à la nécessité de revoir le cadre réglementaire relatif à l'utilisation des nanoparticules dans les produits de consommation, eu égard au nombre croissant de produits de consommation contenant des nanoparticules qui sont mis sur le marché ».
Une définition européenne harmonisée a été produite en octobre 2011. Elle définit comme nanoparticule « un matériau naturel, formé accidentellement ou manufacturé contenant des particules libres, sous forme d'agrégat ou sous forme d'agglomérat, dont au moins 50 % des particules, dans la répartition numérique par taille, présentent une ou plusieurs dimensions externes se situant entre 1 et 100 nm », définition qui sera révisée d'ici décembre 2014[réf. nécessaire] selon les retours d'expérience et nouvelles données scientifiques. Le règlement Reach est un premier cadre, très insuffisant car prenant mal en compte les faibles tonnages, mais ses annexes devraient être corrigées pour intégrer les « nano », et l'Agence européenne des produits chimiques (Echa) pourrait imposer de nouvelles obligations d'enregistrements après 2013.
En 2008, En France, le seuil préjudiciable est de 40 µg/m3 pour les PM-10. Une directive européenne devrait le faire passer à 25 µg/m3. Le groupe santé du Grenelle de l'environnement a demandé en 2007 qu'il soit aligné sur la recommandation de l'OMS qui est de 10 µg/m3.
À la suite de la loi Grenelle 2, deux décrets et un arrêté imposent depuis le 1er janvier 2013, aux fabricants, importateurs et distributeurs opérant en France de déclarer annuellement les quantités et usages qui les concernent à l'Agence nationale de sécurité sanitaire de l'alimentation, de l'environnement et du travail (Anses), et en retenant la définition européenne des nanoparticules. Les données identité et usages seront publiques dans les six mois suivant la date butoir de déclaration (1er mai 2013). Toutefois, le secret industriel et une définition restrictive (au-dessus de 100 nm, l'Europe ne parle plus de nanoparticules) pourraient freiner cette volonté de transparence. De plus, le Comité scientifique des risques sanitaires émergents (européen) souhaitait un seuil très inférieur à celui adopté : selon lui, la déclaration devrait porter sur les matériaux contenant à partir de 0,15 % de nanoparticules (de 1 à 100 nm) et non 50 %.

## Modes de production
Les nanoparticules de synthèse sont actuellement produites par des méthodes diverses (en agglutinant des atomes (bottum-up) ou en dégradant des matériaux), dont :
Synthèse chimique :
- en phase vapeur (carbures, nitrures, oxydes, alliages métalliques, etc.) ;
- en phase liquide (la plupart des métaux et oxydes) ;
- en milieu solide (la plupart des métaux et oxydes) ;
- en milieu mixte (sol-gel, pour la plupart des oxydes) ;
- dans un fluide supercritique, mais sans réaction chimique (matériaux destinés à vectoriser des principes actifs) ;
- réaction chimique dans un fluide supercritique avec[Quoi ?] (pour la plupart des métaux, des oxydes et quelques nitrures) ;
- réaction de co-précipitation chimique ;
- hydrolyse.

Synthèse par des méthodes physico-chimiques :
- par évaporation/condensation (sous pression partielle inerte ou réactive) pour Fe, Ni, Co, Cu, Al, Pd, Pt, oxydes) ;
- par pyrolyse laser (Si, SiC, SiCN, SiCO, Si3N4, TiC, TiO2, fullerènes, suies carbonées, etc.) ;
- par flammes de combustion, les particules étant récupérées dans les vapeurs et fumées ;
- sous micro-ondes (Ni, Ag) ;
- par irradiation (ionique ou électronique), par exemple pour produire des nanopores dans un matériau de dimensions macroscopiques ou pour produire une nanostructure intégrée dans une matrice) ;
- par recuit à basse température (alliages métalliques et intermétalliques complexes avec trois à cinq éléments à base de Al, Zr, Fe) ;
- en plasma thermique (pour les nanopoudres céramiques telles que poudres de carbure (TiC, TaC, SiC), siliciures (MoSi2), oxydes dopés (TiO2) ou complexes (pérovskites)) ;
- le dépôt physique en phase vapeur (des dépôts de TiN, CrN, (Ti, Al)N, notamment).

Synthèse par méthodes mécaniques :
- mécanosynthèse et activation mécanique dans le domaine de la métallurgie des poudres (ex : broyage à haute énergie pour tout type de matériaux (métalliques, céramiques, polymères, semi-conducteurs)) ;
- consolidation et densification ;
- déformation par torsion, laminage ou friction.

Synthèse par méthodes biologiques :
- production expérimentale de molécules organiques par des OGM (organismes génétiquement modifiés).

## Bonnes pratiques, plateforme interactive,etc.
Au milieu des années 1990, Ostiguy et ses collègues ont conclu « que ces produits puissent être toxiques et que les moyens actuels de protection puissent ne pas être aussi efficaces qu’on le croit » (source : page 8/90 de la version PDF de l'étude Les nanoparticules : connaissances actuelles sur les risques et les mesures de prévention en santé et en sécurité du travail de Ostiguy et al., Les nanoparticules : connaissances actuelles sur les risques et les mesures de prévention en santé et en sécurité du travail, déjà citée (publication IRSST / Québec) (consulté le 1er décembre 2010)).
- Des guides de bonnes pratiques sont apparus, fondés sur les connaissances scientifiques (au fur et à mesure de leur disponibilité, une grande partie de la recherche restant confidentielle pour des raisons de secret commercial et de fabrication) et l’identification des dangers et ainsi que sur une évaluation et des propositions de gestion des risques (spécifiques ou non aux NP). 
L'un de ces guides, québécois, reconnaît le besoin de trouver « un équilibre entre la recherche d’opportunité de gains et l’atténuation des pertes ». Il promeut une gestion du risque comme « procédé itératif à effectuer dans une certaine séquence logique et qui permet des améliorations continues dans la prise de décisions tout en facilitant l’accroissement constant de la performance » :

1. Évaluation du risque - est le procédé par lequel on estime ou on calcule le risque. Dans des conditions idéales, cela suppose une bonne connaissance de l’identité du danger et des niveaux d’exposition ou d’empoussièrement aux divers postes de travail, par exemple ;
1.1 Analyse du risque relatif aux NP nécessite de documenter le type de NP manipulées et leur toxicité, les niveaux potentiels d’exposition ainsi que des risques pour la sécurité aux différents postes de travail et pour toutes les tâches. Une démarche structurée est proposée dans un guide de bonnes pratiques favorisant la gestion des risques reliés aux nanoparticules de synthèse publié par l’Institut de recherche Robert-Sauvé en santé et en sécurité du travail.
- Une plateforme interactive sur les nanotechnologies, nommée GoodNanoGuide, est également proposée aux chercheurs et aux travailleurs et employeurs du secteur. Alimentée par des experts, son contenu est disponible sur l’Internet[80].

### Rapports
- Afsset, Évaluation des risques liés aux nanomatériaux pour la population générale et pour l’environnement, rapport d’expertise collective, saisine no 2008/005, 2010, , sur le site de l'Anses.
- Rapport R-Nano 2015 (Éléments issus des déclarations des substances à l’état nanoparticulaire - Rapport d'étude 2015 (bilan des déclarations des substances importées, fabriquées ou distribuées en France en 2014) (issus des déclarations faites en 2015 sur www.R-Nano.fr), sur le site du ministère de l'Environnement.